# Hurrikan Sandy
Hurrikan Sandy war der 18. tropische Wirbelsturm und der 10. Hurrikan der Atlantischen Hurrikansaison 2012. Der Sturm bildete sich im Karibischen Meer, zog dann nordwärts über Jamaika, Kuba und die Bahamas und gelangte schließlich in New Jersey über das Festland der Vereinigten Staaten. Auf seiner Zugbahn richtete Sandy erhebliche Schäden an. Dutzende von Personen wurden durch die Auswirkungen des Sturms getötet.
Mit einem Durchmesser von fast 1800 km ist das Sturmgebiet das ausgedehnteste jemals gemessene im Atlantik.

## Sturmverlauf

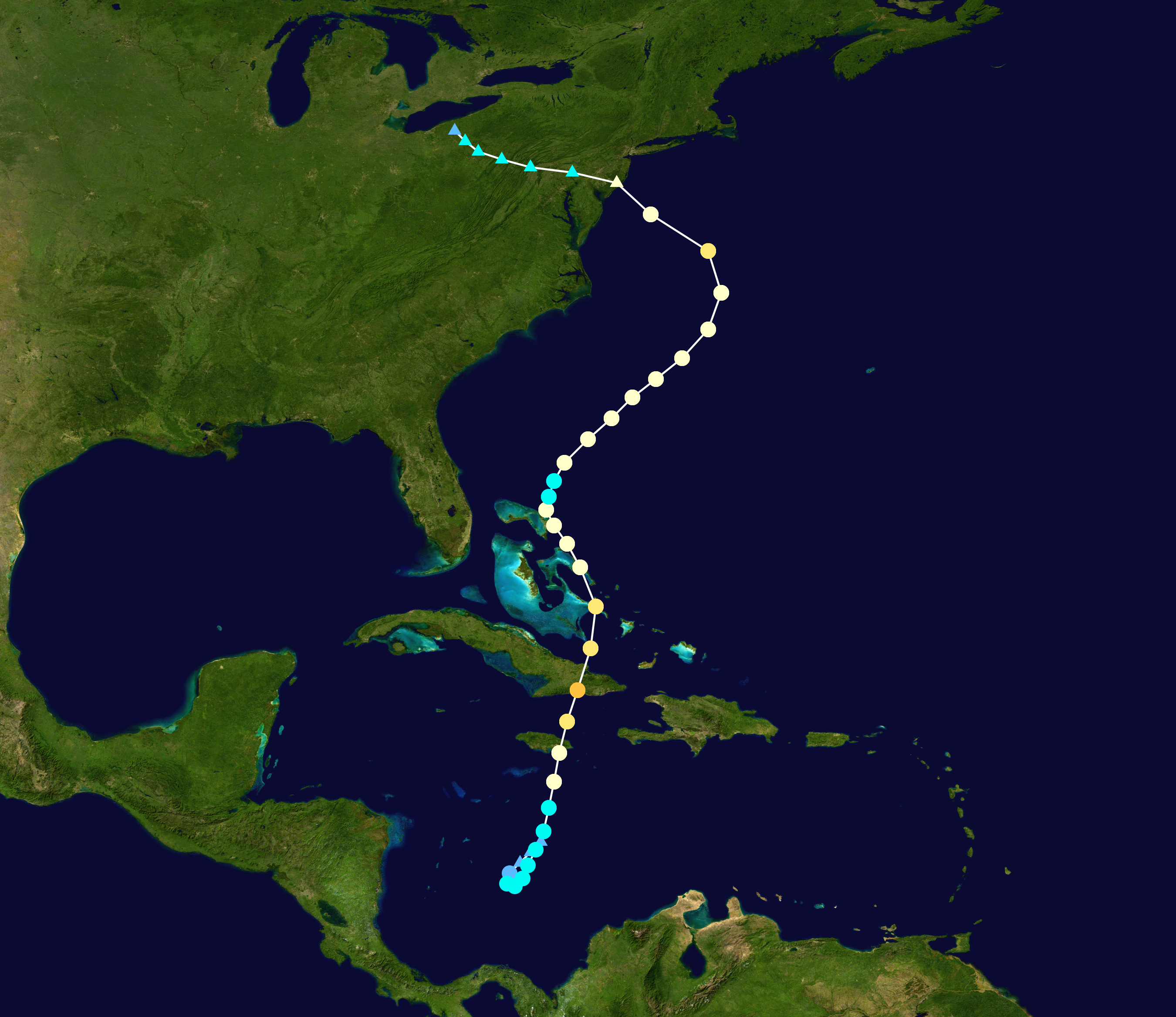
Zugbahn des Hurrikans

Sandy über der Ostküste (29. Oktober)

Am 19. Oktober begann das National Hurricane Center (NHC), ein Gebiet mit niedrigem Luftdruck im westlichen Karibischen Meer nördlich der Küste von Südamerika zu beobachten. Dieses entwickelte sich sehr rasant, und das NHC konstatierte schon am folgenden Tag eine hohe Chance zur Entstehung einer tropischen Zyklone. Das System konnte sich im Laufe der nächsten Tage langsam organisieren, sodass es am Abend des 21. Oktobers eine starke Konvektion aufbaute und eine geschlossene Zirkulation bildete. Am 22. Oktober hatte es sich so verstärkt, dass es um 15:00 Uhr UTC mit Zentrum etwa 515 km südlich von Kingston, Jamaika, als tropisches Tiefdruckgebiet Achtzehn klassifiziert wurde. Noch am selben Abend wurde bei einem Erkundungsflug der Hurricane Hunters festgestellt, dass die andauernden Winde an der Oberfläche Sturmstärke erreicht hatten. Daraufhin erklärte das NHC das System zu einem tropischen Sturm namens Sandy. Am folgenden Tag verstärkte sich der Sturm und driftete dabei nordwärts in Richtung Jamaika ab. Im Verlauf des 24. Oktobers, etwa 105 km südlich von Kingston, bildete sich ein Sturmauge, sodass Sandy um 15:00 Uhr UTC zu einem Hurrikan der Kategorie 1 hochgestuft wurde. Um 19:00 Uhr UTC erreichte Sandys Auge die Südküste von Jamaika mit andauernden Windgeschwindigkeiten von 130 km/h. Nach der Überquerung Jamaikas zog Sandy weiter nordwärts und verstärkte sich vor dem Erreichen der kubanischen Küste Provinz Santiago de Cuba zu einem Hurrikan der Kategorie 3.
Sandys Zentrum traf am frühen Morgen (Ortszeit) des 25. Oktober am Playa Mar Verde auf Kubas Küste, gut 10 km westlich der Stadt Santiago de Cuba, überquerte die Insel rasch in nordnordöstlicher Richtung und gelangte bereits fünf Stunden später bei Cabo Lucrecia, Municipio Banes, erneut über Wasser und zog weiter in nördlicher Richtung über die Bahamas hinweg. Die mittlere Windgeschwindigkeit betrug beim Eintritt in Kuba 175 km/h und damit fast Hurrikan-Kategorie-3, mit weit höheren Spitzen und schwächte sich auf dem Weg über die Insel kaum ab.
Am frühen Morgen des 26. Oktober schwächte sich Sandy ab und wurde aufgrund ihres nur noch schlecht sichtbaren Auges nordöstlich der Bahamas in einen Hurrikan der Kategorie 1 abgestuft. Der Hurrikan erschien auf Satellitenbildern immer unorganisierter und schwächte sich am 27. Oktober um 9:00 Uhr UTC zu einem starken tropischen Sturm ab, konnte sich jedoch nur ein paar Stunden später wieder zu einem Hurrikan intensivieren.
Am 29. Oktober 2012 traf das extreme Windfeld Sandys auf die Ostküste der Vereinigten Staaten. Das Zentrum Sandys überquerte die Küste des amerikanischen Festlandes bei Atlantic City in New Jersey am 30. Oktober gegen 0:00 Uhr UTC als post-tropischer Sturm mit andauernden Windgeschwindigkeiten von etwa 150 km/h und einem Zentralluftdruck von 946 mbar. Bei der Annäherung an die Küste hatte Sandy ein weit gedehntes Windfeld. New York City und der Raum Washington, D.C./Baltimore lagen im Radius der Winde in Hurrikanstärke, tropische Winde erstreckten sich entlang der Ostküste nordostwärts bis nach Boston und südwestwärts bis nach North Carolina.
Der nationale Wetterdienst warnte vor Blizzard-Bedingungen und prognostizierte für Teile der Appalachen bis zu 60 Zentimeter Neuschnee. Das Zentrum des Sturmes zog gegen 23 Uhr Ortszeit zwischen Baltimore und Philadelphia über Wilmington hinweg. Danach zog der Sturm weiter ins Landesinnere und schwächte sich weiter ab.

## Vorbereitungen

### Jamaika
Im Vorfeld des Sturms hatten die Behörden die Flughäfen geschlossen und in größeren Ortschaften eine 48-stündige Ausgangssperre verhängt. Mehr als tausend Menschen flohen aus gefährdeten Gebieten in Notunterkünfte.

### Kuba
Kuba hat aus den Erfahrungen mit dem verheerenden Hurrikan Flora, der 1963 über 1750 Kubaner das Leben kostete, einen gut funktionierenden Katastrophenschutz aufgebaut. Auch im Vorfeld von „Sandy“ wurden über 340.000 Menschen in sichere Unterkünfte evakuiert. Ein Großteil konnte bei Familienmitgliedern oder Nachbarn unterkommen. 15.000 Leute wurden in Evakuierungszentren untergebracht.

### Vereinigte Staaten

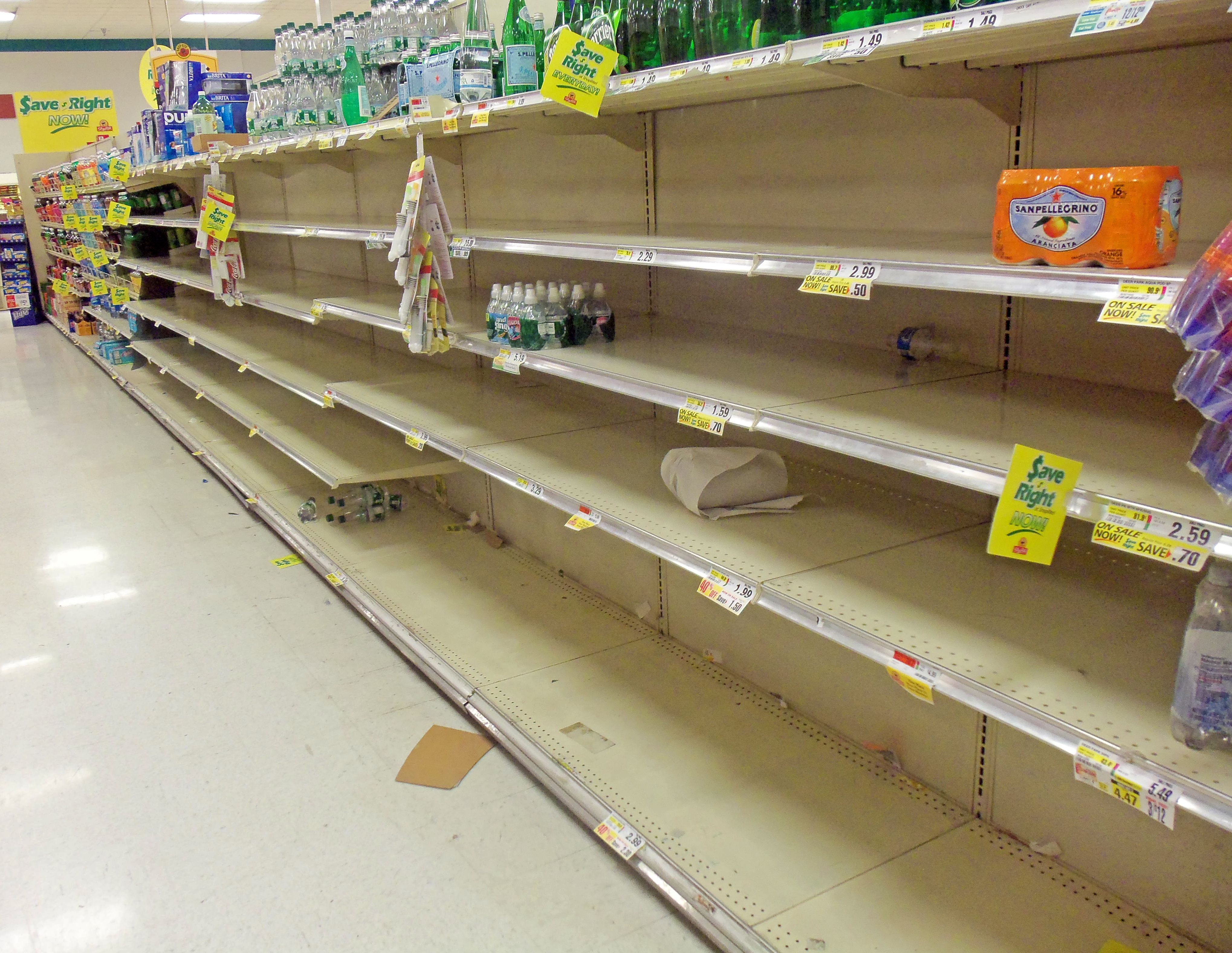
Leergekaufte Regale in einem Supermarkt

Vorhersagen zu Sandy waren schwierig, weil kein Präzedenzfall vorlag, an dem sich die Meteorologen hätten orientieren können. Üblicherweise werden Hurrikane, die sich der Ostküste der Vereinigten Staaten in diesem Winkel nähern, durch das halbstationäre Islandtief auf den offenen Atlantik hinaus abgelenkt, doch Ende Oktober 2012 lag bei Island ein Hochdruckgebiet – ein mit 0,2 % zu dieser Zeit extrem unwahrscheinliches Ereignis. Zudem näherte sich von den Großen Seen ein jahreszeitlich extrem früher Schneesturm, der Hurrikan Sandy mit zusätzlicher Energie befeuerte. Die Meteorologen des National Weather Service vermieden bei dieser zuvor nie beobachteten Ausgangslage bewusst, ein extremes Szenario zu zeichnen, obwohl die von den Wettermodellen errechneten Prognosen dafür Anlass gaben. Sie taten dies nicht, weil sie ein solches Ereignis für unmöglich hielten, sondern weil es zuvor nie eingetreten war. Meteorologen müssen zurückhaltend sein, wenn sie ein noch nie da gewesenes Ereignis vorhersagen.
In mehreren US-Bundesstaaten hatten die Gouverneure bereits vor dem Eintreffen des Wirbelsturmes den Notstand ausgerufen. In New York City ordnete Bürgermeister Michael Bloomberg die Evakuierung von 375.000 Bewohnern niedrig gelegener Gebiete in Manhattan und Brooklyn an. Desgleichen wurden Bewohner der gefährdeten Küstenabschnitte von Long Island zum Verlassen ihrer Häuser aufgefordert. Der New Yorker Hafen wurde geschlossen und größere Schiffe mussten diesen verlassen. Der öffentliche Nahverkehr sowie zahlreiche Zugverbindungen von Amtrak in der Region wurden eingestellt und mehrere Brücken wurden gesperrt. Die New Yorker Flughäfen wurden geschlossen. Der Börsenhandel an der Wall Street wurde am 29. und 30. Oktober ausgesetzt. Der New-York-City-Marathon wurde zwei Tage vor dem geplanten Start (4. November) abgesagt.
Das Kernkraftwerk Oyster Creek wurde, nach Angaben der Betreiber wegen Brennelementewechsel, etwa eine Woche vor dem Hurrikan heruntergefahren. Es ist das älteste noch laufende Kernkraftwerk der USA und vom gleichen Bautyp wie der Reaktor Fukushima I-1.
Präsident Barack Obama und Präsidentschaftskandidat Mitt Romney sagten vorübergehend ihre Wahlkampfveranstaltungen ab.

## Auswirkungen
Durch Auswirkungen des Sturms kamen mindestens 285 Menschen ums Leben. Davon allein 161 in den USA und 104 in Haiti.
| Land                    | Todesopfer | Vermisste | Schaden (in USD)            | Quellen                                          |
| ----------------------- | ---------- | --------- | --------------------------- | ------------------------------------------------ |
| Bahamas                 | 2          | 0         | 700 Millionen               | [ 13 ]                                           |
| Dominikanische Republik | 3          | 0         | 30 Millionen                | [ 14 ] [ 15 ]                                    |
| Haiti                   | 54 (50)    | 21        | 750 Millionen               | [ 16 ] [ 17 ] [ 18 ] [ 19 ] [ 20 ] [ 21 ]        |
| Jamaika                 | 1          | 0         | 100 Millionen               | [ 7 ] [ 14 ]                                     |
| Kanada                  | 1 (1)      | 0         | 100 Millionen               | [ 22 ] [ 23 ] [ 24 ]                             |
| Kuba                    | 11         | 0         | 2 Milliarden                | [ 14 ]                                           |
| Puerto Rico             | 1          | 0         | Unbekannt                   | [ 25 ]                                           |
| Vereinigte Staaten      | 74 (87)    | 0         | 71,4 Milliarden (geschätzt) | [ 26 ] [ 27 ] [ 28 ] [ 29 ] [ 30 ] [ 31 ] [ 32 ] |
| Gesamt                  | 147 (138)  | 21        | 75 Milliarden (geschätzt)   |                                                  |

### Jamaika
Der Hurrikan hinterließ in einigen Gegenden schwere Verwüstungen, wobei eine Person ums Leben kam.

### Kuba
Der Hurrikan richtete in den Provinzen Santiago de Cuba, Guantánamo und Holguín schwere Schäden an. Zahlreiche Dächer wurden abgedeckt, manche Häuser brachen total zusammen, Bäume wurden entwurzelt, Strom- und Telefonmasten umgeknickt. Auch viele öffentliche Einrichtungen wie Schulen und Krankenhäuser erlitten teilweise schwere Schäden. In Santiago brach die Stromversorgung vollständig zusammen. In der Provinz Granma wurde die Küstenstadt Niquero überflutet. Im Gefangenenlager Guantanamo vertagte man aufgrund des Hurrikans eine Voranhörung zum Anschlag auf den US-amerikanischen Zerstörer Cole. Die zweite Runde der Wahlen für die Munizipial-Parlamente in Kuba wurde um eine Woche verschoben.
Allein in der Provinz Santiago de Cuba sind 130.000 Häuser vom Hurrikan betroffen. Davon wurden rund 36.000 Gebäude teilweise und über 15.000 vollständig zerstört. Schwere Ernteausfälle vor allem bei Kaffee und Zucker sind zu verzeichnen. Ebenso wurden touristische Einrichtungen in Mitleidenschaft gezogen. Das Strandhotel Bucanero in Siboney, wenige Kilometer östlich von Santiago, wurde nach Angaben des kubanischen Fernsehens vollständig zerstört. Auch Privathäuser des Dorfes wurden nicht verschont. Offiziellen Angaben zufolge sind elf Menschen, neun in der Provinz Santiago und zwei in Guantánamo, vor allem infolge von Hauseinstürzen, ums Leben gekommen, darunter ein 4 Monate altes Baby. Dissidentenkreise berichten zusätzlich noch von bis zu 22 Toten im Gefängnis Mar Verde nahe dem gleichnamigen Küstenabschnitt, wo Sandy auf kubanisches Festland traf. Die kubanische Regierung ist bemüht, durch verstärkte Hygienemaßnahmen das erneute Aufflammen des Cholera-Ausbruchs vom Sommer 2012 und die verstärkte Verbreitung des Denguefiebers zu verhindern. Der reguläre Schulunterricht in Santiago de Cuba war für über eine Woche unterbrochen und wurde erst am Montag der übernächsten Woche (am 5. November) wieder aufgenommen, teils in provisorischen Einrichtungen, da viele Schulgebäude in der Provinz stark in Mitleidenschaft gezogen und zum Teil ganz zerstört worden waren. Die Wiederaufnahme des Studienbetriebs an der Universidad de Oriente in Santiago fand eine Woche später statt. Die nahezu vollständige Wiederherstellung der Stromversorgung wurde gut drei Wochen nach dem Hurrikan vermeldet. Das erneute Aufflammen der Cholera konnte offiziell nicht bestätigten Berichten zufolge nicht verhindert werden. So sei insbesondere die Situation in den Provinzen Santiago und Guantánamo sehr ernst. Aus der Stadt Santiago de Cuba wurden 50 Fälle gemeldet, aus La Maya 200.
Sandy gilt als schwerster Wirbelsturm in diesem Gebiet seit Hurrikan Flora, der 1963 den Südosten Kubas verwüstete.

### Haiti
Der größte Teil der Schäden und die meisten der Toten, die Sandy in Haiti verursachte, gehen auf extreme Niederschläge zurück. So fielen in der Stadt Les Cayes fast 700 mm Regen innerhalb von 24 Stunden, das entspricht fast dem gesamten mittleren jährlichen Niederschlag in Deutschland. Durch diese extremen Niederschläge wurden zahlreiche Notunterkünfte zerstört, in denen die Überlebenden des Erdbebens von 2010 bis heute hausen. In der Hauptstadt Port-au-Prince wurden so 18.000 Familien obdachlos. Eine weitere Folge der starken Niederschläge ist die Zerstörung der Ernte. „Was durch Hurrikan Isaac [im August/September dieses Jahres] nicht vernichtet wurde, das zerstörte jetzt Sandy,“ kommentierte Premierminister Laurent Lamothe die Situation.
Schließlich wird von Hilfsorganisationen ein neues Ansteigen der Cholerafälle befürchtet. In der Folge des Erdbebens war es zu einer Epidemie gekommen, in deren Folge 600.000 Haitianer erkrankten, von denen 7.400 starben.
Angesichts der in weiten Teilen des Landes zerstörten Ernte rief die haitianische Regierung Anfang November 2012 den Notstand aus.

### Dominikanische Republik
In der Dominikanischen Republik mussten 26.000 Personen ihr Zuhause verlassen, fast 5000 Wohnungen wurden überschwemmt und 141 Ortschaften waren zeitweise von der Außenwelt abgeschnitten, weil Flüsse über ihre Ufer traten. Zwei Personen kamen ums Leben.

### Bahamas
Auf den Bahamas hat der Sturm Bäume entwurzelt, Strommasten umgeknickt und Häuser beschädigt. Der 66-jährige Geschäftsführer einer Bank starb, als er von seinem Balkon stürzte.

### Vereinigte Staaten

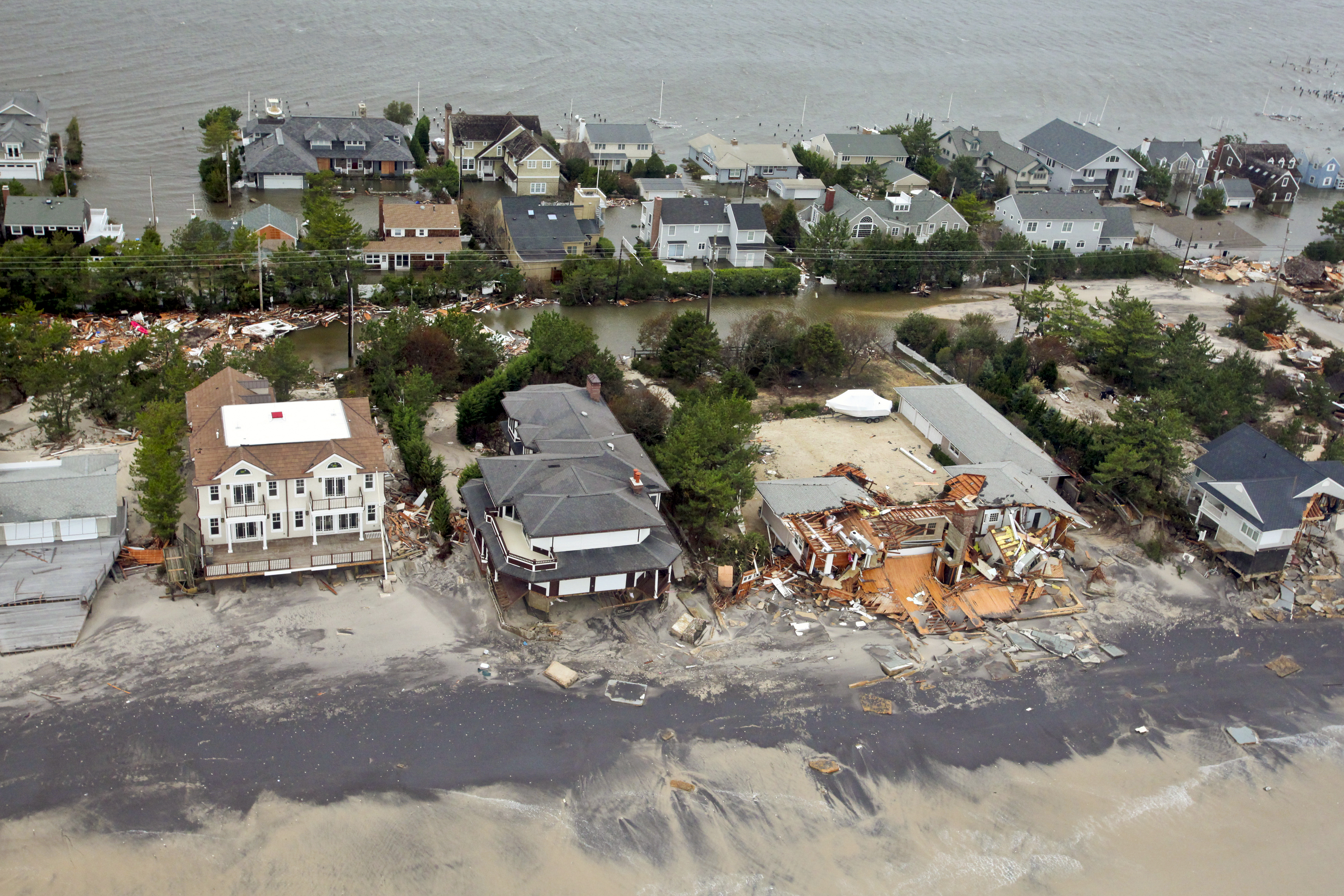
Beschädigte und überflutete Häuser in der Gemeinde Mantoloking auf der Barnegat-Halbinsel

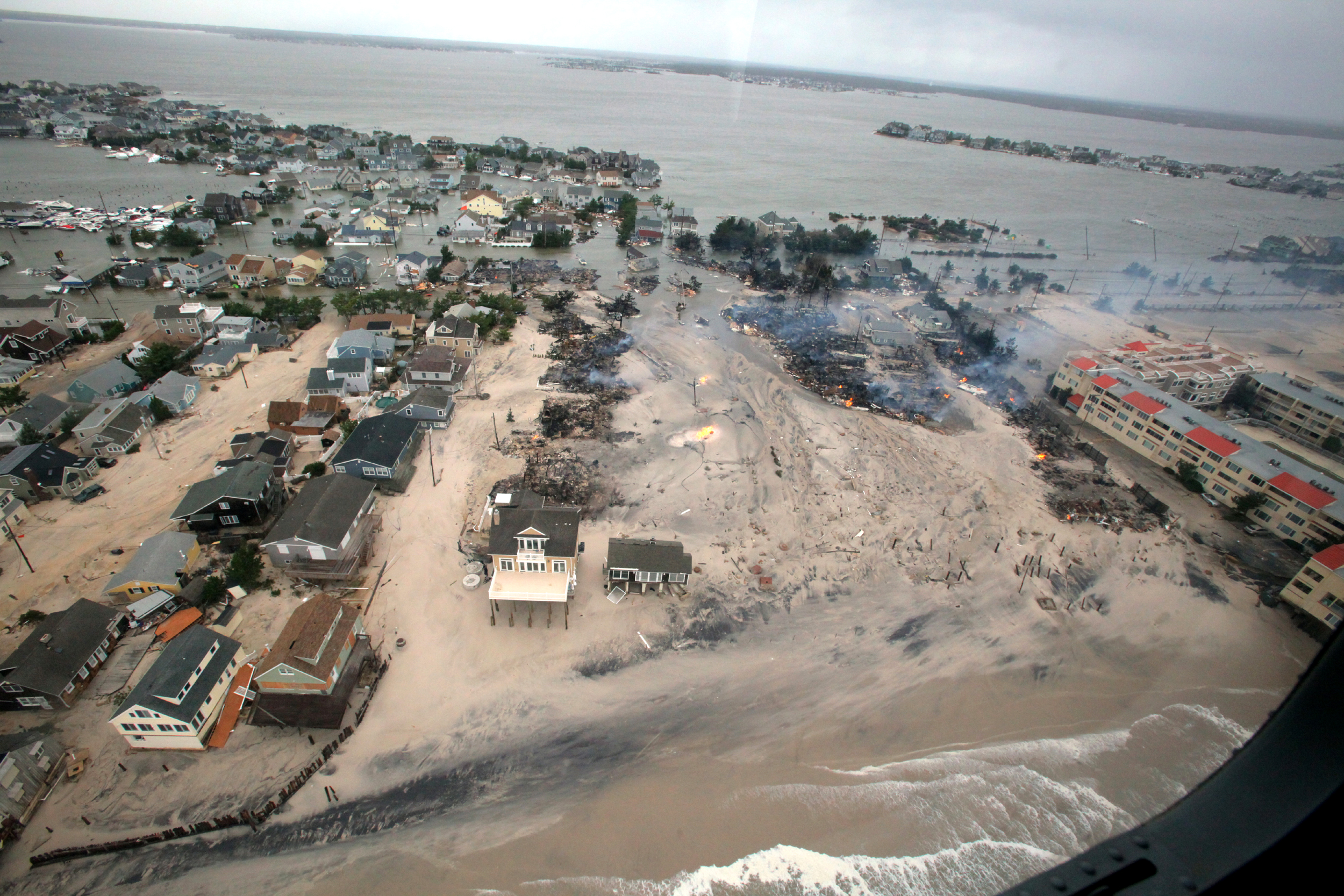
Brände und zerstörte Häuser an der Küste von New Jersey

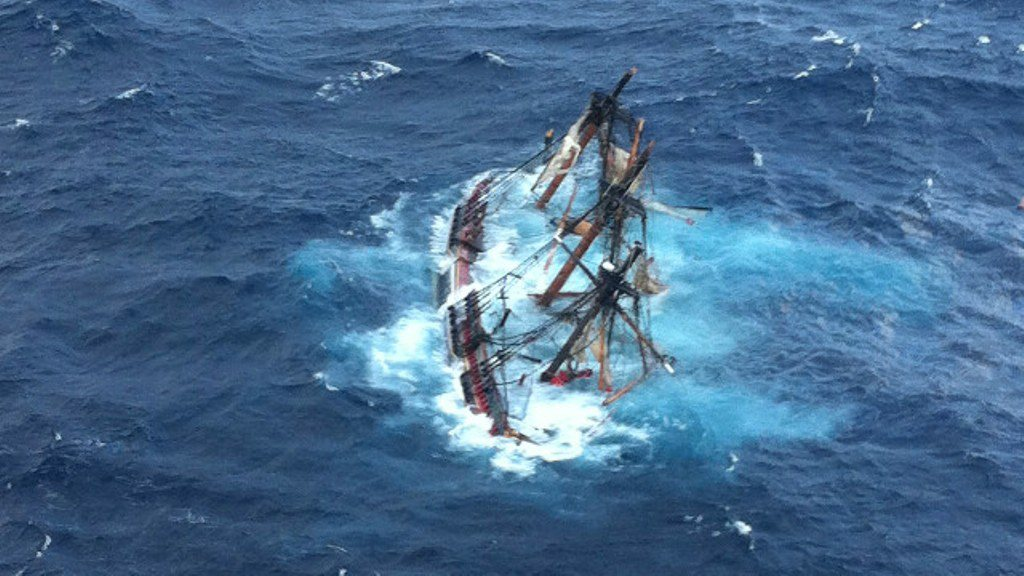
Untergang der Bounty-Nachbildung vor North Carolina am 29. Oktober 2012

In New York und anderen betroffenen Regionen kam es zu Stromausfällen und zu Stromabschaltungen. Nach einer Explosion in einem Umspannwerk waren 250.000 New Yorker ohne Strom. Der Ausfall des Notstromaggregates führte zu einer kompletten Evakuierung des Langone Medical Centers der New York University. Alle 200 Patienten wurden in umliegende Krankenhäuser gebracht.
Die durch Sandy verursachte Sturmflut und bis zu sieben Meter hohe Wellen führten an den Küsten zu Schäden durch Überflutung und Küstenerosion. Weil die Sturmflut mit einer Springflut zusammentraf, erreichte der Pegel im Battery Park an der Südspitze Manhattans einen neuen Höchststand, der die bisherige Höchstmarke beim Durchzug von Hurrikan Donna übertraf. In der Folge wurden zum ersten Mal seit über 100 Jahren mehrere U-Bahn-Tunnel überflutet. Der Hudson River trat vorübergehend über die Ufer und überschwemmte etliche Straßen. In Breezy Point im Stadtbezirk Queens brannten etwa 80 Häuser nieder, nachdem ein Störlichtbogen einer heruntergerissenen Stromleitung ein Feuer entzündet hatte, das von dem starken Wind angefacht wurde und sich rasch ausbreitete. In New Jersey brach ein Damm des Hackensack River. Betroffen wurde auch der Südteil von Brooklyn, der Stadtteil Red Hook, wo unter anderem das historische Gebäude der Red Hook Stores durch eine Flutwelle bis zu anderthalb Meter unter Wasser gesetzt wurde.
Zusätzlich zu den starken Winden kam es zu lang anhaltendem Starkregen in der Größenordnung von 300 Litern pro Quadratmeter während des Hurrikans. Das entspricht einer Wassersäule von 30 Zentimetern. Ursache des Starkregens ist, dass die feucht-warme Luft des Hurrikans auf die herbstlich kühle Luft über dem Osten der USA trifft.
Die NOAA (National Oceanic and Atmospheric Administration) beobachtete und dokumentierte Sandy.
Der Sturm zerstörte vor der Küste von North Carolina den Nachbau der Bounty auf dem Weg zum Winterquartier. 14 der 16 Besatzungsmitglieder konnten sich in eine Rettungsinsel retten. Eine Frau wurde nach einigen Stunden aus dem Meer geholt und starb im Krankenhaus. Der Kapitän des Schiffs wird vermisst.
Um den 5. November waren in New Jersey noch 900.000 Häuser ohne Strom, im Bundesstaat New York waren es 700.000. Auch Benzin war weiterhin sehr knapp. Für den 7. November wurde ein Wintersturm erwartet.
Die Schäden und Probleme sind Indizien dafür, wie marode die Infrastruktur der USA ist. Ein Großteil der Strom- und Telefonleitungen verläuft noch oberirdisch auf Holzmasten, und obwohl die Stromnachfrage im Land seit 1990 um 25 Prozent gestiegen ist, ging der Bau von Übertragungskapazitäten im gleichen Zeitraum um 30 Prozent zurück. Nach Angaben der Ingenieursvereinigung ASCE ist jede vierte der 600.000 Brücken instabil oder funktionsunfähig und haben rund 15.000 der insgesamt 85.000 Dämme ein hohes Gefährdungspotenzial.

## Rezeption
Sandy steigerte in der amerikanischen Öffentlichkeit das Bewusstsein für die globale Erwärmung („global warming“). Mitursächlich für das Ausmaß der Sturmschäden war nämlich auch der Anstieg des Meeresspiegels um 30 Zentimeter in 100 Jahren. New Yorks Gouverneur Andrew Cuomo sagte, es sei falsch, von einer „Jahrhundertflut“ zu sprechen. Stürme wie Sandy würden zur neuen Normalität gehören.
Am 12. Dezember 2012 fand im New Yorker Madison Square Garden ein 12–12–12: Concert for Sandy Relief genanntes Benefizkonzert zugunsten der US-amerikanischen Opfer des Hurrikans statt, bei dem u. a. Bruce Springsteen, Paul McCartney, die Rolling Stones, Chris Martin, Kanye West und Alicia Keys auftraten. Die Veranstalter waren John Skyes, Präsident von Clear Channel Entertainment Enterprises, Filmproduzent Harvey Weinstein und James Dolan, ausführender Vorsitzender der Madison Square Garden Company, die zusammen bereits nach den Terroranschlägen vom 11. September 2001 ein Spendenkonzert ausgerichtet hatten.
Mit Ticketverkäufen und Sponsorengeldern hatte man im Vorfeld des Konzerts bereits 32 Mio. US-Dollar eingenommen, die für die Versorgung der Notleidenden mit Essen, Kleidung und Medikamenten an die Robin Hood Foundation gingen. Während des Konzerts, das live über Fernsehen, Radio und Internet in alle Welt übertragen wurde, fanden Spendenaufrufe statt, wodurch nach Medienberichten mindestens weitere 20 Mio. US-Dollar gesammelt wurden.
Das Jugendbuch "Hundert Stunden Nacht" von Anna Woltz handelt von einem Mädchen, das Sandy überleben muss.
Ein Kapitel des Buches "Max, Misha und die Tet-Offensive" von Johan Harstad behandelt den Hurrikan in New York.